# ゲロヴァニ家
ゲロヴァニ家（グルジア語: გელოვანი、Gelovani）はグルジアのスヴァネティに起源を持つ貴族の家系で、スヴァネティの支配者であった。

## 起源
ゲロヴァニ家の起源は11世紀に遡り、ゲロヴァニ家の王子（ムタヴァリ、Mtavari）の1人がバグラティオニ朝グルジア王国の女王タマルの政府で大臣を務めていたことが知られている。ゲロヴァニという姓の由来は非常に古く、故地スヴァネティの伝承では、ゲロヴァニ家の祖先はアラビア半島にイスラム教が興る以前からカァバの黒石を守護しており、中世初期にアラビア半島からスヴァネティにやってきたという。これは、「G(a)L(a)VAN」が古スヴァン語で「石」または「石垣」を意味すること、語尾「-ani」は「～のもの (of)」、例えば「～の息子（the son of)」を意味することからも傍証され得る。同様に、スヴァネティの叙事詩「ギガ・グルヴァンの歌」でもゲロヴァニ家の祖先に言及されている。1360年、バグラト5世の治世において、ゲロヴァニ家はヴァルダニシヅェ家を継承してスヴァネティの公（エリスタヴィ）に叙された。ゲロヴァニ家の家名は Geloani、Gelovani、Geluvani、Geliani、Geliani Daturar、Geliani Tualai などとさまざまに綴られていた。ゲロヴァニ家の家史と系図はあまり十分ではないが、18世紀半ば以降は詳細なものが残っており、ロシア帝国貴族百科事典の第四版に掲載されている。17世紀にはゲロヴァニ家のダデシュ（あるいはダダシュ）という名の者からダデシュケリアニ家が興った。これは名と姓が結びついて家名となったものである (Dadesh＋Geliani→Dadeshkeliani)。18世紀に入るとダデシュケリアニ家は上スヴァネティを支配者するようになり、ゲロヴァニ家はスヴァネティ東部（下スヴァネティ）のみ支配するようになった。

## 近代以降
18世紀末にロシア帝国がグルジアを併合すると、ゲロヴァニ家は公（ロシアにおいてはクニャージ）としてロシア帝国国家評議会に席を得るようになった。ヴァルラーム・ゲロヴァニは1912-1914年に召集された第4回ドゥーマで代議員を務めた他、アレクサンドル・ケレンスキーとも親しく交際していた。ゲロヴァニ家は歴史的に他のグルジア貴族と姻戚関係を結んでおり、ゲロヴァニ家の末裔は現在でもグルジア、ロシア、ドイツ、米国、英国に在住している。姓は米国ではGelovani、英国ではGuelovani、ドイツではGelowaniと表記されている。ゲロヴァニ家は、第二次世界大戦前後の歴史映画でスターリン役を演じた俳優のミハイル・ゲロヴァニやソビエト連邦軍で工兵軍元帥を務めたアルチール・ゲロヴァニなど、ロシアやグルジアを代表する科学者や芸術家を輩出している。